# Rocamaura
Rocamaura (o Roca Maura) és una muntanya de 225,4 msnm al municipi de Torroella de Montgrí, a la comarca catalana del Baix Empordà. És el contrafort oriental del massís del Montgrí, i domina el poble de l'Estartit
Al cim hi ha un vèrtex geodèsic (referència 314094001 de l'ICC) i està coronat per antenes de radiocomunicació/ (repetidors) i per una càmera de TV3. D'acord amb referències històriques compreses entre el 1708 i el segle XII, al capdamunt s'hi hauria trobat del castell de Rocamaura, propietat dels comtes d'Empúries, però no en queden restes.
Aquest cim està inclòs al llistat dels 100 cims de la FEEC